# Odyssey 5
Odyssey 5 é uma série de ficção científica canadense que foi exibida em 2002 no canal Showtime nos EUA, no canal Space no Canadá. A série é sobre cinco viajantes do espaço que testemunham a destruição da Terra; a eles é dada a oportunidade de viajar para o passado de forma a identificar as causas e evitar a catástrofe.
Odyssey 5 é criação de Manny Coto, que também foi roteirista e produtor executivo durante a exibição da série. Através de seu website e em entrevistas, Coto expressou interesse em voltar à série em algum momento, seja para dar continuidade ou para dar uma conclusão.
A série foi produzida em Toronto, Ontário, Canadá.

## Enredo
A história começa com seis pessoas em um voo de rotina do ônibus espacial Odyssey, em 7 de agosto de 2007: quatro astronautas, um cientista e uma repórter de noticiário de televisão. Durante o voo, a Terra se dissolve rapidamente em uma bola de fogo e implode. O Odyssey fica brevemente fora de controle, e um dos astronautas é morto. Os últimos cinco membros da tripulação aceitam a morte iminente, mas são salvos por um ser inorgânico chamado de "the Seeker". Este diz aos sobreviventes que cinquenta outros mundos foram destruídos da mesma forma que a Terra, e que em todas as vezes ele chegou tarde demais para observar; esta é a primeira vez que ele encontra sobreviventes. Ele propõe enviar os sobreviventes para cinco anos no passado (para 2002, o ano de exibição da série), para que eles possam evitar o desastre. Ele envia apenas as consciências deles, pois a viagem no tempo de elementos físicos é impossível. O comandante da missão descobre uma palavra associada ao desastre: Leviatã.
Os antagonistas são uma raça de inteligências artificiais sem corpo chamadas de "Sencientes". Estas IAs estão tentando aprender sobre a humanidade através de robôs humanoides artificiais chamados "Sintéticos", que são quase indistinguíveis dos humanos. É descoberto que um outro grupo de Sintéticos veio de Marte. Na linha do tempo original, uma raça de Sintéticos criada pela humanidade havia sido destruída por uma agência secreta do governo dos EUA. Se isto foi motivo de retaliação dos Sencientes, que causou a destruição da Terra, o fato nunca é revelado.
Enquanto buscam a verdade, a equipe deve também revisitar seu passado, uma vez que mantêm o conhecimento de fatos que acontecerão. A repórter Sarah Forbes tenta salvar seu filho de cinco anos, que morreu de câncer na linha do tempo original. Seus esforços nesta direção afastam seu marido, que a deixa e leva o filho consigo. A astronauta Angela Perry tem que lidar com o conhecimento de que seu pai é um senador corrupto, cujo crime de prevaricação destruiu sua família na linha do tempo original. O comandante Chuck Taggart tenta manter sua família unida. Seu filho, Neil, um técnico em computação no Odyssey, tem que se adaptar a ter dezessete anos novamente, quando ele era um estudante perdido que ainda não havia descoberto seus talentos. O cientista pessimista Kurt Mendel acredita que eles não poderão alterar a história e gasta seu tempo cedendo aos desejos mundanos.
Os personagens da série não são amigos e frequentemente discordam uns dos outros; a humanidade dos membros da equipe é vista através das discussões, piadas e das tentativas de manter suas vidas sociais e de ajudar o mundo com o conhecimento limitado que detêm sobre o futuro.
Muitos dos enredos da série envolvem tecnologias como IA, nanotecnologia e neuroimagiologia.
Um tema recorrente é que as ações do grupo podem contribuir para apressar o cataclismo que estão tentando evitar, ou modificar a história de maneira indesejada. Um personagem que deveria viver até 2007 acaba morrendo no primeiro episódio depois de ajudar o grupo. Em um episódio, Sarah e Angela protegem uma garota que sabem que será sequestrada. Apesar disto evitar o sequestro da garota, o sequestrador acaba por sequestrar uma outra criança. Kurt faz uma grande aposta em um jogo de futebol cujo resultado ele já sabe, mas a pressão de saber tem um efeito negativo em um jogador essencial na vitória, e o time acaba perdendo.

## Elenco
- Peter Weller — Chuck Taggart, comandante da missão Odyssey e líder do grupo quando eles voltam ao passado.
- Sebastian Roché — Kurt Mendel, geneticista comportamental vencedor do prêmio Nobel, cujas visões ateístas e tendências hedonistas trazem alívio cômico à série.
- Christopher Gorham — Neil Taggart, filho de Chuck. O astronauta mais jovem da NASA, aos 22 anos, foi bem sucedido onde seu irmão mais velho, Marc, fracassou. Ele tem de lidar constantemente com as agruras de crescer de novo e com as repercussões de suas delinquências durante o colegial.
- Tamara Marie Watson — Angela Perry, uma astronauta que estava inconsciente quando a Terra implodiu e acordou desorientada cinco anos no passado dentro de sua MMU, ou Unidade de Manobra Tripulada, prestes a queimar na atmosfera. Seus problemas após o retorno afetam sua carreira e, consequentemente, seu futuro.
- Leslie Silva — Sarah Forbes, uma repórter que subiu a bordo da Odyssey para uma reportagem. Ela se vê de volta antes da morte de seu filho, e ameaça desmantelar a família com sua determinação em não deixá-lo morrer novamente.
- Gina Clayton — Paige Taggart, esposa de Chuck e mãe de Neil, que se esforça para acreditar que seu marido e filho são viajantes do tempo.